# Acalypha hainanensis
Acalypha hainanensis är en törelväxtart som beskrevs av Elmer Drew Merrill och Woon Young Chun. Acalypha hainanensis ingår i släktet akalyfor, och familjen törelväxter. Inga underarter finns listade i Catalogue of Life.